# Ádám Mónika
Ádám Mónika (Jászberény, 1977. július 13. –) magyar bajnok labdarúgó, hátvéd.

## Pályafutása
Tagja volt a 2000–01-es idényben bajnokságot nyert Femina csapatának. 2002-től a László Kórház játékosa volt. A nagypályás labdarúgás mellett futsalban is pályára lépett 2003 és 2009 között a László SC, az Íris-Budapest SC és az Alba-Vesta SE csapatában.

## Sikerei, díjai
- Magyar bajnokság
  - bajnok: 2000–01
  - 2.: 1999–00